# 이윤희 (성우)
이윤희(1982년 3월 28일 ~ )는 대한민국의 성우로, 2007년 대교방송 성우극회 공채 5기에 입사했다.

## 주요 출연작품

### 애니메이션
- 그린나이츠(KBS)
- 부릉! 부릉! 브루미즈(EBS) - 어린 멍박사
- 디지몬 크로스워즈(대원방송) - 아구몬
- 은하의 일기(MBC)
- 동물나라 샤코롱(MBC)
- 아랑의 노래(MBC)
- 내 사랑 뚱(MBC) - 뚱
- 천하태평 노노짱(대교방송) - 노노
- 네기마!?(애니맥스) - 후우카 / 유우에 / 시치미
- 케이온!(애니맥스)
  - 케이온 번외편(애니맥스)
- 와글와글 붕붕 삼총사(애니박스)
- 꼬마여신 카린(카툰네트워크) - 냐케
- 스톰 호크(카툰네트워크) - 사이콜로니스
- 카페타(카툰네트워크)
- 꿈의 전사 드림 디펜더즈(대교방송) - 아이슬라
- 라이스맨(MBC)
- 엄마 까투리(EBS) - 마지
- 헬로 카봇 쿵(카툰네트워크) - 스테쿵

### 애니메이션 영화
- 극장판 엄마 까투리: 도시로 간 까투리 가족 - 마지/비둘기
- 엄마찾아 삼만리 극장판(카툰네트워크) - 쥬리에타